# Адыгейский республиканский стадион
Адыгейский республиканский стадион (также известный как «Дружба») — футбольный стадион, расположенный в российском городе Майкоп, Республика Адыгея.
Вмещает 15 000 зрителей, с момента открытия в 1949 году является домашним полем для местного клуба «Дружба».

## История стадиона
Официально арена была открыта в 1949 году.
Помимо, собственно, футбольного поля, на стадионе имеются беговые дорожки для легкой атлетики, несколько секторов для прыжков в высоту и в длину, благоустроенный сектор для толкания ядра, площадка ГТО, оснащенная более чем 50 тренажерами, открытыми теннисными кортами, беседкой. В трибунах стадиона расположены современные душевые, вместительные раздевалки, сауна, бассейн, медкабинет, служба допинг-контроля, специальные помещения для наблюдателей, арбитров, других служб. 
В период с 2008 по 2017 годы поле находилось на полномасштабной реконструкции, общая стоимость которой составила более 925 млн рублей.
На торжественном открытии арены, прошедшем 1 октября того же года, присутствовали многие высокопоставленные чиновники республики, включая ее Главу Мурата Кумпилова. Также в рамках специального мероприятия перед стадионом была высажена Аллея чемпионов.